# Płoza

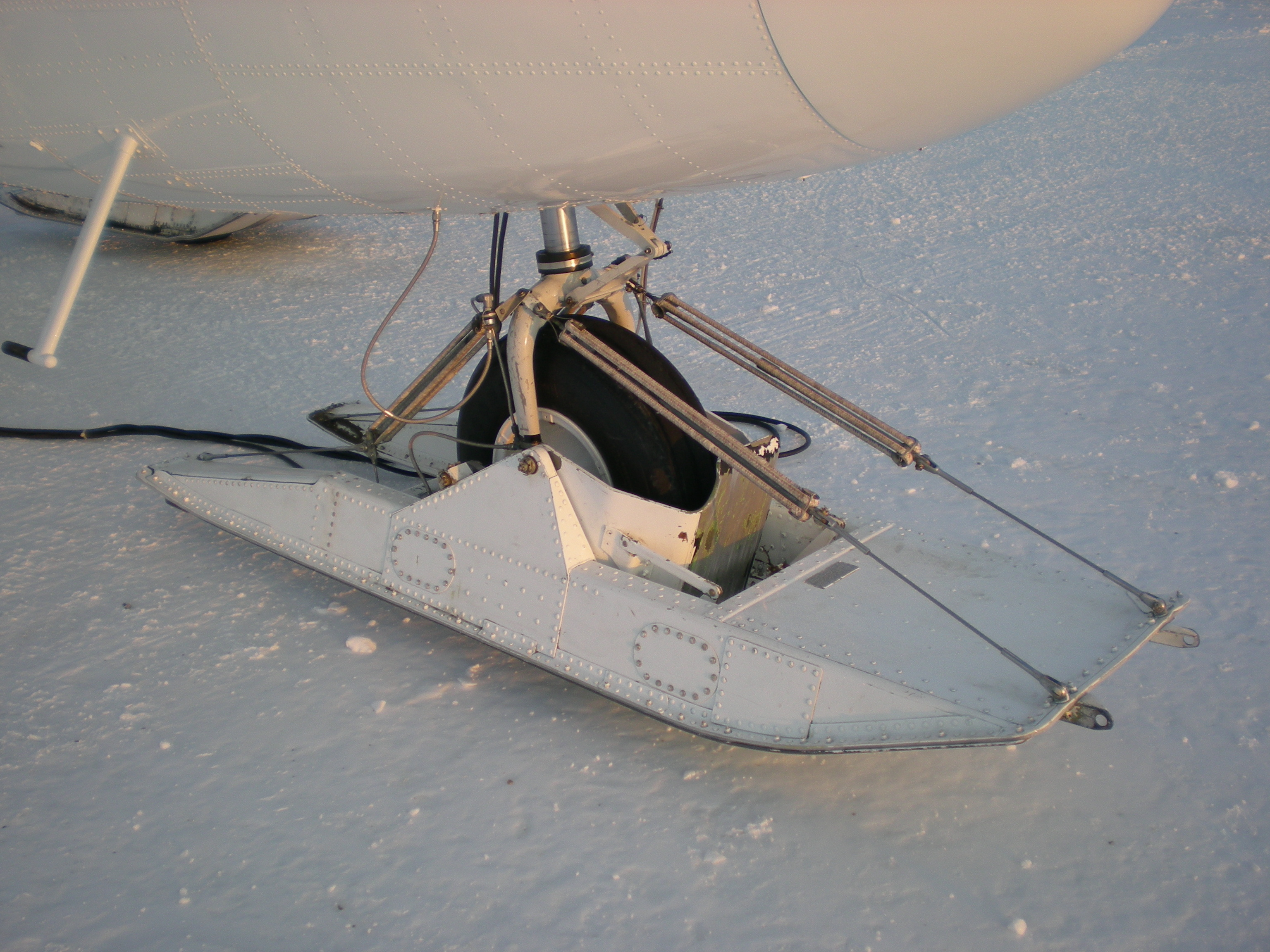
Płoza założona na koło samolotu

Płoza – zazwyczaj element podwozia, na którym pojazd się opiera, służący do ruchu ślizgowego po wodzie, śniegu lub lodzie. Gładź będąca powierzchnią styku płozy z podłożem ma na celu zmniejszenie tarcia, a tym samym zwiększenie ślizgu. Płozy są elementami pojazdów lub innych przyrządów, dzięki którym człowiek może się poruszać. Płozy wykonuje się głównie z drewna, metalu bądź z tworzyw sztucznych. Do jazdy wykorzystuje się je najczęściej parami. Ze względu na szerokość powierzchni i sposoby montowania (zaczepu) można wyróżnić płozy montowane jako podwozie w saniach (najczęściej drewniane z obiciem metalowym) lub w bojerze (całkiem metalowe lub z tworzywa – w obu przypadkach posiadające do kilkudziesięciu centymetrów szerokości), dwie płozy z wiązaniami tworzące narty (do kilkunastu centymetrów szerokości), dwie cienkie płozy połączone z butami tworzące łyżwy (do kilku milimetrów szerokości).
W płozy wyposażone są m.in.:
- sanie
- narty
- łyżwy
- bojer
- bobslej
- skuter śnieżny.